# Penciklovir
A penciklovir (INN: penciclovir) herpeszvírus elleni gyógyszer. A guanin nevű nukleobázis analógja. Amint az „ál”-guanin beépül a vírus DNS-ébe, a lánc továbbépülése, ezáltal a vírusos sejt osztódása lehetetlenné válik.

## Ajakherpesz ellen
1%-os krém formájában vény nélkül kapható. Csökkenti a gyógyulás és a fertőzőképesség idejét.
2-óránként helyileg kell alkalmazni. A beteg sejteken kívül gyakorlatilag nem szívódik fel, ezért a helyi égető vagy viszkető érzésen, zsibbadáson kívül más mellékhatást nem tapasztaltak.

## Övsömör ellen
Szájon át napi 3×500 mg adagban kell szedni övsömör ellen, amelyet ugyancsak herpeszvírus okoz. A famciklovir(en) nevű gyógyszer lebomlásakor keletkezik a szervezetben (azaz a famciklovir a penciklovir prodrugja).

## Készítmények
Magyarországon:
- FENIVIR 10 mg/g krém

Nemzetközi forgalomban:
- Adenovir
- Famvir Cream
- Fenistil Pencivir
- Fenivir
- Pentavir Cream
- Penvir Labia
- Vectavir

Penciklovir-nátrium formájában:
- Denavir
- Famvir Injections

## Hatásmód
A vírus timidin-kináz(en) enzimjének hatására penciklovir-trifoszfáttá alakul, amely gátolja a vírus DNS-ének replikációját, ezáltal a vírus szaporodását (PCV=penciklovir):
| PCV |                        | PCV-monofoszfát |                    | PCV-difoszfát |                    | PCV-trifoszfát |                       | herpesz DNS |
|     | ↑                      |                 | ↑                  |               | ↑                  |                | ↑                     |             |
|     | herpesz timidin- kináz |                 | sejt kináz enzimek |               | sejt kináz enzimek |                | herpesz DNS polimeráz |             |

A penciklovir hatásossága azon múlik, hogy az emberi sejt timidin-kináz enzimje – a vírusével ellentétben – nagyon kevéssé katalizálja a penciklovir foszforizálását. Ráadásul az ember DNS-polimeráz enzimje jóval kevésbé építi be a PVC-trifoszfátot a DNS-be, mint a vírusé. Mindez azt eredményezi, hogy a penciklovir túlnyomórészt a fertőzött sejtek osztódását gátolja, az egészségesekét nem. A kevés kivétel okozza a penciklovir mellékhatásait.
A penciklovir-rezisztens herpeszvírusok olyan mutánsok, melyek timidin-kináz enzimjének működése változik meg. Kimutattak megváltozott DNS-polimerázú rezisztens vírusokat is, de ezek előfordulása rendkívül ritka.
Egy kísérletben 22 PCV-rezisztens vírustenyészetet vizsgáltak, melyben 13 volt herpesz szimplex-1, 11 pedig HSV-2.  Azt állapították meg, hogy a rezisztens vírusok egyben a hasonló hatású aciklovirre is rezisztensek (keresztrezisztencia), viszont a 22-ből csak az egyik volt rezisztens a foszkarnetre. A foszkarnet a vírus DNS-polimeráz enzimjét gátolja (utolsó lépés a fenti ábrán).